# Loebner-díj
A Loebner-díj egy évente megrendezett verseny, amelyen a zsűri a legemberszerűbbnek bizonyuló csevegőrobotot díjazza.
A verseny hét fordulóból áll és lényegében Turing-tesztek sorának fogható fel, amiben a zsűri egy-egy tagja egy számítógépes képernyőt lát, amin a zsűritag begépelt kérdéseire vagy egy csevegőrobotnak nevezett számítógépes program, vagy egy ember hasonló módon válaszol. A zsűrinek a válaszok alapján kell eldöntenie, hogy az alany gép vagy ember. Egy benevezett program akkor nyer, ha a pontszámok alapján a zsűri inkább embernek tartja.
A tesztszituáció hasonló a bármely témában létező internetes csevegőszobákhoz („chatroom”), ahol a felhasználók nem látják egymást, csak a valós időben begépelt szövegeket, és így kommunikálnak egymással. Itt is problémaként jelentkezik a felhasználók által saját magukról adott információk valódiságának ellenőrzése (például idős pedofilek lánynak vagy fiatal fiúnak adhatják ki magukat).
A versenyt 1990-ben, a massachusettsi Cambridge Center for Behavioral Studies-zal karöltve indította útjára Dr. Hugh Loebner. Idővel aztán a Flinders University, a Dartmouth College és a londoni Science Museum is kapcsolatba került a versennyel.

## Díjak
Az évente kiosztott díjak a következők:
- 2000 dollár illeti az adott év legemberszerűbbnek bizonyuló csevegőrobotját; ez a díj mindenképp gazdára talál. 2005-ben az összeget 3000 dollárra növelték, míg 2006-ban 2250 dollárra mérsékelték.
- 25 000 dollárt kap az első olyan csevegőrobot, amit a zsűri pusztán szöveges Turing-teszt alapján képtelen megkülönböztetni egy valódi embertől, és amelyik el tudja hitetni a zsűrivel, hogy a másik alany a számítógép. (Ezt csak egyszer fogják kiosztani.)
- 100 000 dollárt nyer az a csevegőrobot, amelyik elsőként lesz képes emberként feltüntetni magát a zsűri előtt még akkor is, ha a Turing-tesztet szövegfejtéssel és szövegértéssel, valamint képi és hanganyagokkal is kiegészítik. (Ezt is csak egyszer fogják kiosztani.)

Amint a 100 000 dolláros díj is gazdára talál, a Loebner-díj megszűnik létezni.

## A 2007-es Loebner-díj
A 2007-es versenyt New York Cityben rendezték meg október 21-én, vasárnap.
A helyszín és az időpont 2007. május elsejéig változhatott volna (szeptember 30., vasárnap és november 4., vasárnap között).
Fontosabb dátumok:
- 2007. július 17-étől augusztus 8-áig lehet beadni a jelentkezéseket
- 2007. augusztus 22-én jelentik be a négy indulót

A győztes 2250 dollárt kap, valamint az éves érmet – a három másik pedig 250 dollárt.

## A 2006-os Loebner-díj
Augusztus 30-án, szerdán jelentették be a 2006-os év négy indulóját. A döntős programozók a következők voltak:
- Rollo Carpenter
- Richard Churchill és Marie-Claire Jenkins
- Noah Duncan
- Robert Medeksza

A versenyt szeptember 17-én, vasárnap rendezték meg a University College London-hoz tartozó Torrington Színházban.

## Győztesek
| Év   | Győztes                                 |
| 2010 | Bruce Wilcox                            |
| 2009 | David Levy                              |
| 2008 | Fred Roberts and Artificial Solutionsgg |
| 2007 | Robert Medeksza                         |
| 2006 | Rollo Carpenter                         |
| 2005 | Rollo Carpenter                         |
| 2004 | Richard Wallace                         |
| 2003 | Juergen Pirner                          |
| 2002 | Kevin Copple                            |
| 2001 | Richard Wallace                         |
| 2000 | Richard Wallace                         |
| 1999 | Robby Garner                            |
| 1998 | Robby Garner                            |
| 1997 | David Levy                              |
| 1996 | Jason Hutchens                          |
| 1995 | Joseph Weintraub                        |
| 1994 | Thomas Whalen                           |
| 1993 | Joseph Weintraub                        |
| 1992 | Joseph Weintraub                        |
| 1991 | Joseph Weintraub                        |

## Külső hivatkozások
- A Loebner-díj honlapja Archiválva 2010. december 30-i dátummal a Wayback Machine-ben
- A 2007-es verseny szabályai Archiválva 2007. július 16-i dátummal a Wayback Machine-ben
- Hugh Loebner módszerének kritikája